# Bouilly (Aube)
Bouilly is een gemeente in het Franse departement Aube (regio Grand Est). De plaats maakt deel uit van het arrondissement Troyes. Bouilly telde op 1 januari 2022 1.074 inwoners.

## Geografie
De oppervlakte van Bouilly bedroeg op 1 januari 2022 15,49 vierkante kilometer; de bevolkingsdichtheid was toen 69,3 inwoners per km².
De onderstaande kaart toont de ligging van Bouilly met de belangrijkste infrastructuur en aangrenzende gemeenten.

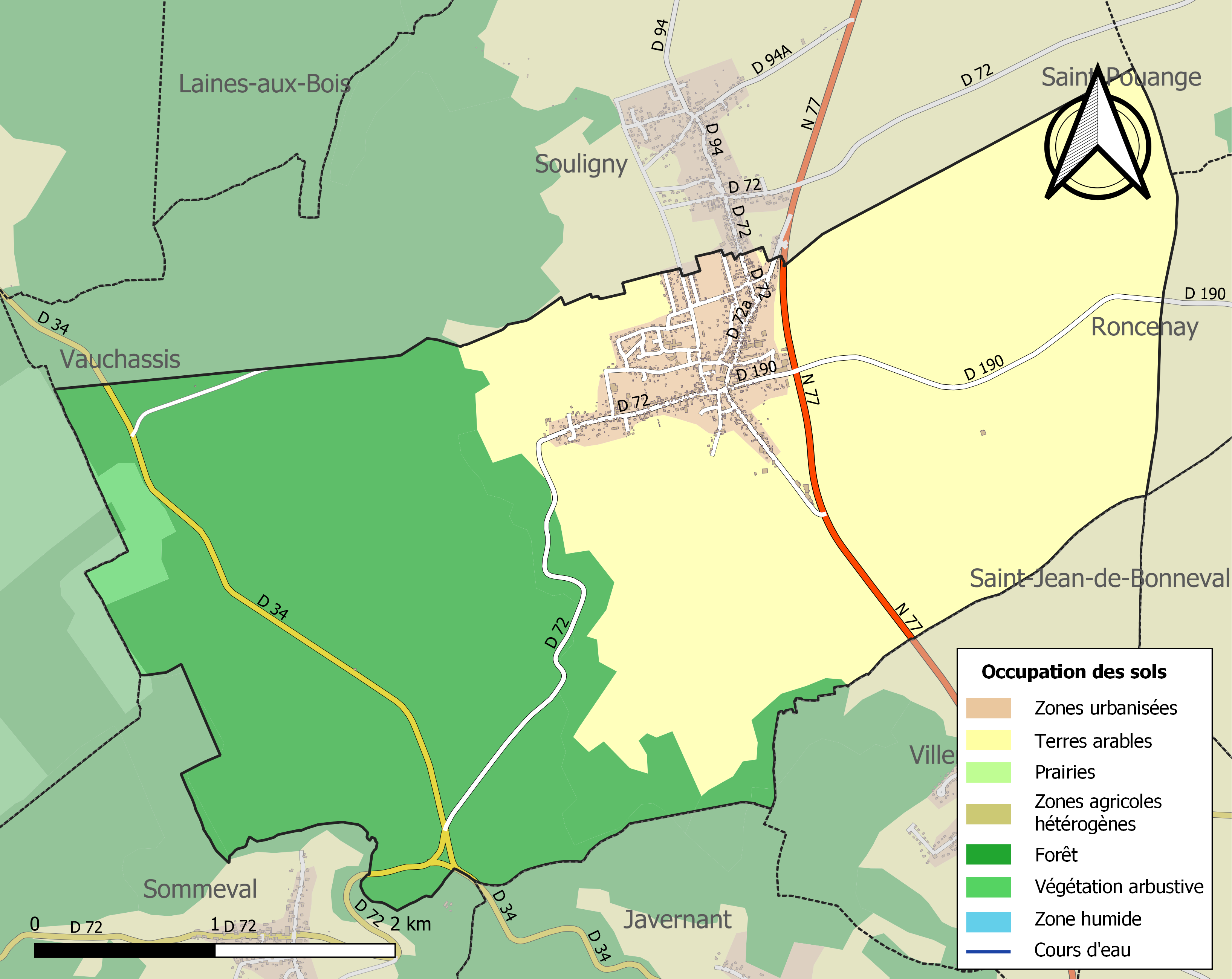

## Demografie
Onderstaande figuur toont het verloop van het inwonertal (bron: INSEE-tellingen).

Vanwege een beveiligingsprobleem met de MediaWiki Graph-software is het momenteel niet mogelijk deze grafiek weer te geven. Zodra de software is bijgewerkt zal de grafiek vanzelf weer zichtbaar worden.